# Gyna aetola
Gyna aetola es una especie de cucaracha del género Gyna, familia Blaberidae.

## Distribución
Esta especie se encuentra en Guinea-Bisáu y Guinea.